# 出口恵理
出口 恵理（でぐち えり）は、日本で活動しているミュージカル女優である。劇団四季所属。

## 来歴
4歳のときにバレエを始め、中学時代に静岡市民文化会館で行われたミュージカル作品に出演。
2009年、劇団四季研究所に49期生として入所。同期生に笹岡征矢や染谷早紀などがいる。同年6月22日に上演された『ニッセイ名作劇場 エルコスの祈り』のシェリー役で初舞台出演を果たした。2015年には『美女と野獣』静岡公演に参加し、その際に劇団四季が県内各地の小学校や静岡県コンベンションアーツセンターで行った『美しい日本語の話し方教室』にも参加して回った。

## 主な出演作品
- エルコスの祈り - シェリー 役（2009年）
- コーラスライン - ビビ 役（2011年）
- 魔法をすてたマジョリン - アンサンブル（2011年）
- 間奏曲 - イレーヌ 役（2012年）
- 美女と野獣 - アンサンブル 6枠（2014年）、アンサンブル 5枠（2014年）

※括弧内の年は初出演年